# Hydriomena swetti
Hydriomena swetti là một loài bướm đêm trong họ Geometridae.